# Svenskt medborgarskap
| Antal personer som beviljats svenskt medborgarskap, 2000–2020 | |
| --- | --- |

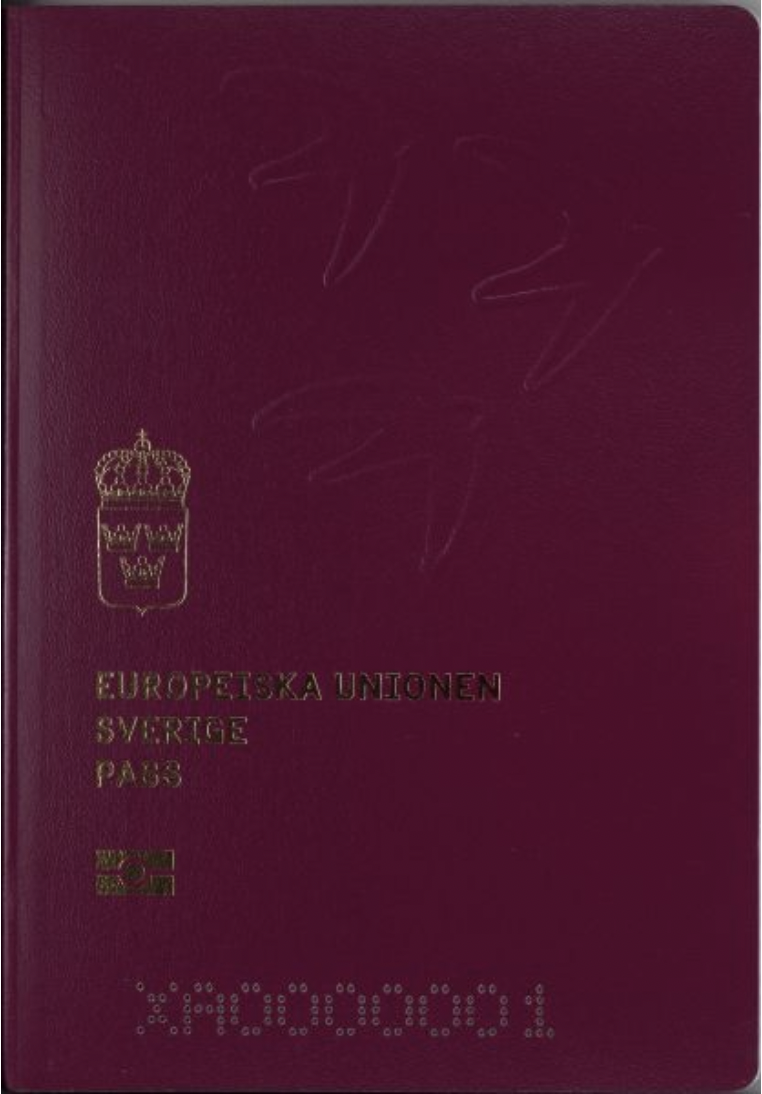
Omslag till ett svenskt pass.

| \| \| Diagrammet är avstängt. Grafer inaktiverades den 18 april 2023 på grund av programvaruproblem. Ett alternativ verktyg finns framme sedan juni 2025. \| Källa: SCB Snabba fakta Utländska medborgare i Sverige | |
| Information | Diagrammet är avstängt. Grafer inaktiverades den 18 april 2023 på grund av programvaruproblem. Ett alternativ verktyg finns framme sedan juni 2025. |

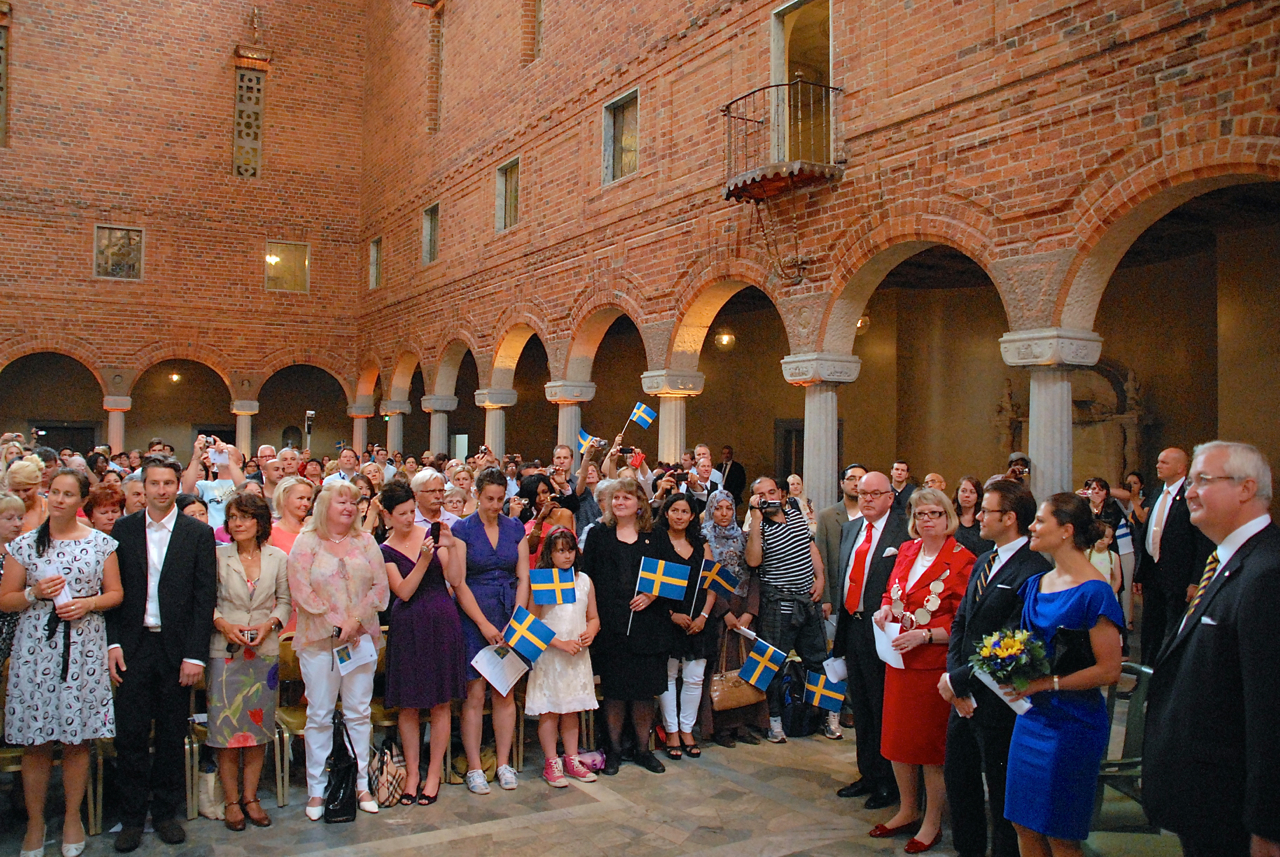
Medborgarskapsceremoni i Stockholms stadshus, 6 juni 2011.

Svenskt medborgarskap är ett rättsligt bindande förhållande mellan svenska staten och en enskild individ, en svensk medborgare. 
Svenskt medborgarskap kan erhållas genom födelse, adoption, förälders giftermål (legitimation), anmälan eller ansökan (naturalisation). Medborgarskapet styrks vanligtvis genom ett pass eller nationellt identitetskort. En svensk medborgare har en ovillkorlig rätt att vistas i Sverige.
Den svenska medborgarskapslagen grundar sig på härstamningsprincipen, det vill säga att föräldrarnas medborgarskap avgör vilket medborgarskap deras barn får. 

## Rättslig bakgrund
Rätten till förvärv av medborgarskap reglerades första gången i svensk lag 1858. Därefter togs medborgarskapslagar fram i Sverige 1894, 1924 och 1950. Sverige ställer inga krav på språkkunskaper eller kännedom om landet som villkor för att bevilja medborgarskap, vilket gör att Sverige avvikit ifrån trenden med att villkora medborgarskapet på framgångsrik integration i landet. De andra europeiska länderna utan integrationskrav är Belgien, Irland och Italien.

## Skillnader mot uppehållsrätt och permanent uppehållstillstånd
Medborgare från andra EU-länder, så kallade unionsmedborgare, och även från EES-länder, åtnjuter uppehållsrätt i Sverige och har rätt att behandlas på samma sätt som svenska medborgare, under de förutsättningar och begränsningar som fastställs i EU-rätten. Även andra utländska medborgare, som har permanent uppehållstillstånd (PUT), och är folkbokförda i Sverige har i de flesta situationer samma rättigheter och skyldigheter som svenska medborgare. Exempelvis kan den som har uppehållsrätt eller permanent uppehållstillstånd studera på svenskt universitet utan att betala studieavgift. 
Det finns vissa skillnader. Det är bara svenska medborgare som har en absolut rätt att bo och arbeta i landet, bara svenska medborgare har rösträtt i riksdagsval, och ett svenskt medborgarskap är en förutsättning för att kunna bli invald i riksdagen.
Svenska medborgare kan således inte bli dömda till utvisning ur Sverige vid brott.
En person med permanent uppehållstillstånd kan ansöka om och erhålla svenskt medborgarskap om personen har haft sin hemvist i Sverige i ett visst antal år och inte har begått brott (i många fall krävs fem års hemvisttid, och kortare om man är under 21 eller kommer från ett nordiskt land).

## Folkbokförda, medborgare och utlandssvenskar
31 december 2007 var 9 182 927 personer folkbokförda i Sverige, det vill säga med en fast adress i landet, dock inte nödvändigtvis boende i Sverige på denna adress. Av dessa hade ungefär 480 000 personer (från 180 länder) inte svenskt medborgarskap. Ungefär 120 000 personer räknades som utlandssvenskar, och var skrivna på en adress utanför Sverige, var fyllda 18 år och röstberättigade. I samma familj/hushåll kan det finnas fler svenska medborgare som inte är röstberättigade och därför inte syns i röstlängderna/statistiken.[källa behövs]
För att räknas som utvandrare skall man ha för avsikt att bosätta sig utomlands under minst ett år. För att räknas som invandrare gäller att man har för avsikt att stanna i Sverige i minst ett år.[källa behövs]
Svenskt medborgarskap reglerades första gången 1858. Även innan dess förekom "svensk undersåte" som begrepp i flera lagtexter. För adelsätter krävdes naturalisation för att de adliga rättigheterna skulle gälla i Sverige. För borgare krävdes burskap i en svensk stad för att betraktas som svensk undersåte.
1894 antogs de första medborgarskapslagarna, nya sådana kom 1924 och de nuvarande antogs 1950 som ett nordiskt samarbete. 1969 tillkom lagarna om medborgarskapskungörelse.
Enligt svensk lag anses hittebarn som påträffats i Sverige som svenska medborgare till dess att motsatsen bevisats.

## Dubbelt medborgarskap
Den 1 juli 2001 fick Sverige en ny medborgarskapslag som underlättar bland annat för barn och ungdomar att bli svenska medborgare.[källa behövs]
Svenska medborgare som förvärvar medborgarskap i ett annat land får behålla sitt svenska medborgarskap om det andra landet inte kräver att de avsäger sig det svenska medborgarskapet. Den som blir svensk medborgare får också behålla sitt utländska medborgarskap om lagen i det andra landet tillåter. Men bara den som endast har svenskt medborgarskap kan räkna med fullt svenskt rättsskydd utomlands.
Ett svenskt medborgarskap kan inte återtas av staten, för en person som är född i Sverige. Om en svensk medborgare är född utomlands och aldrig varit i Sverige eller visat samhörighet med Sverige förlorar sitt medborgarskap utan en ansökan. Dessutom kan en medborgare själv avsäga sig sitt svenska medborgarskap, om det inte leder till statslöshet.
Ett barn som är fött efter 1 april 2015 får alltid svenskt medborgarskap om
- någon av föräldrarna är svenska medborgare vid barnets födelse
- en avliden förälder till barnet var svensk medborgare vid sin död.

Om ett barn är fött före 1 april 2015 men efter 1 juli 2001 är det föräldrarnas medborgarskap som avgör vilket medborgarskap deras barn får.
- Ett barn till en svensk mor blir alltid svensk medborgare. Det spelar ingen roll om barnet föds i Sverige eller utomlands.
- Ett barn till en svensk far och en utländsk mor blir alltid svensk medborgare om barnet föds i Sverige. Är pappan gift med mamman får barnet svenskt medborgarskap vid födelsen oavsett var i världen barnet föds.
- Ett barn till en utländsk mor, som är gift, registrerad partner eller sambo med en svensk kvinna, blir också svensk medborgare om barnet är fött i Sverige och en insemination har skett med den svenska kvinnans samtycke.